# إسماعيل أحمد إسماعيل
إسماعيل أحمد إسماعيل (و. 10 ستمبر 1984) هو عداء سوداني في سباقات 800 متر. ولد في الخرطوم، السودان.
وصل إلى نهائي الألعاب الأولمبية الصيفية 2004 في أثينا. وشارك في الألعاب الأولمبية 2008 في بكين، حيث حصل على الميدالية الفضية في سباق 800م. وهو أول سوداني يفوز بمديالية أولمبية في التاريخ.
فاز بالميدالية الذهبية في الألعاب الأفرو آسيوية 2003.

## انجازاته
| السنة | البطولة                                       | الملعب                        | النتيجة | إضافي              |
| ----- | --------------------------------------------- | ----------------------------- | ------- | ------------------ |
| 2002  | بطولة العالم للناشئين لألعاب القوى 2002       | كنگستون، جاميكا               | 5th     | 800 m              |
| 2004  | ألعاب القوى في الألعاب الأولمبية الصيفية 2004 | أثينا، اليونان                | 8th     | 800 م ‏             |
| 2004  | بطولة أفريقيا لألعاب القوى 2004               | برازاڤيل، الكونغو             | 3rd     | 800 م              |
| 2006  | البطولات الأفريقية                            | بمبوس، موريشيوس               | 2nd     | 800 م              |
| 2008  | ألعاب القوى في الألعاب الأولمبية الصيفية 2008 | بـي‌جينگ، الصين                | 2nd     | 800 م              |
| 2009  | الدوري الذهبي                                 | ستاد ده فرانس في باريس، فرنسا | 1st     | الدوري الذهبي 2009 |

### إنجازات شخصية
- 800 metres - 1:43.82 min (2009)
- 1500 metres - 3:41.97 min (2005)